# Мехерних
Мехерних (нем. Mechernich) — город в Германии, расположенный в южной части земли Северный Рейн-Вестфалия в горах Айфель в заповеднике «Naturpark Nordeifel» приблизительно в 15 километрах юго-западнее города Ойскирхен и в 55 километрах от Кёльна. Мехерних это бывший шахтёрский городок и в 2009 году праздновал 700-летие со дня основания.
Подчинён административному округу Кёльн. Входит в состав района Ойскирхен.  Население составляет 27 441 человек (на 2009 года). Занимает площадь 136,3 км². Официальный код  —  05 3 66 028.
Город подразделяется на 44 городских района.
Под названием „Megchernich“ впервые появляется в 1308 году в нем. Liber valoris. Также упомянут в документе „Werte-Buch der Kirchen der Diözese Köln“ (Опись ценностей церквей Кёльнской епархии).

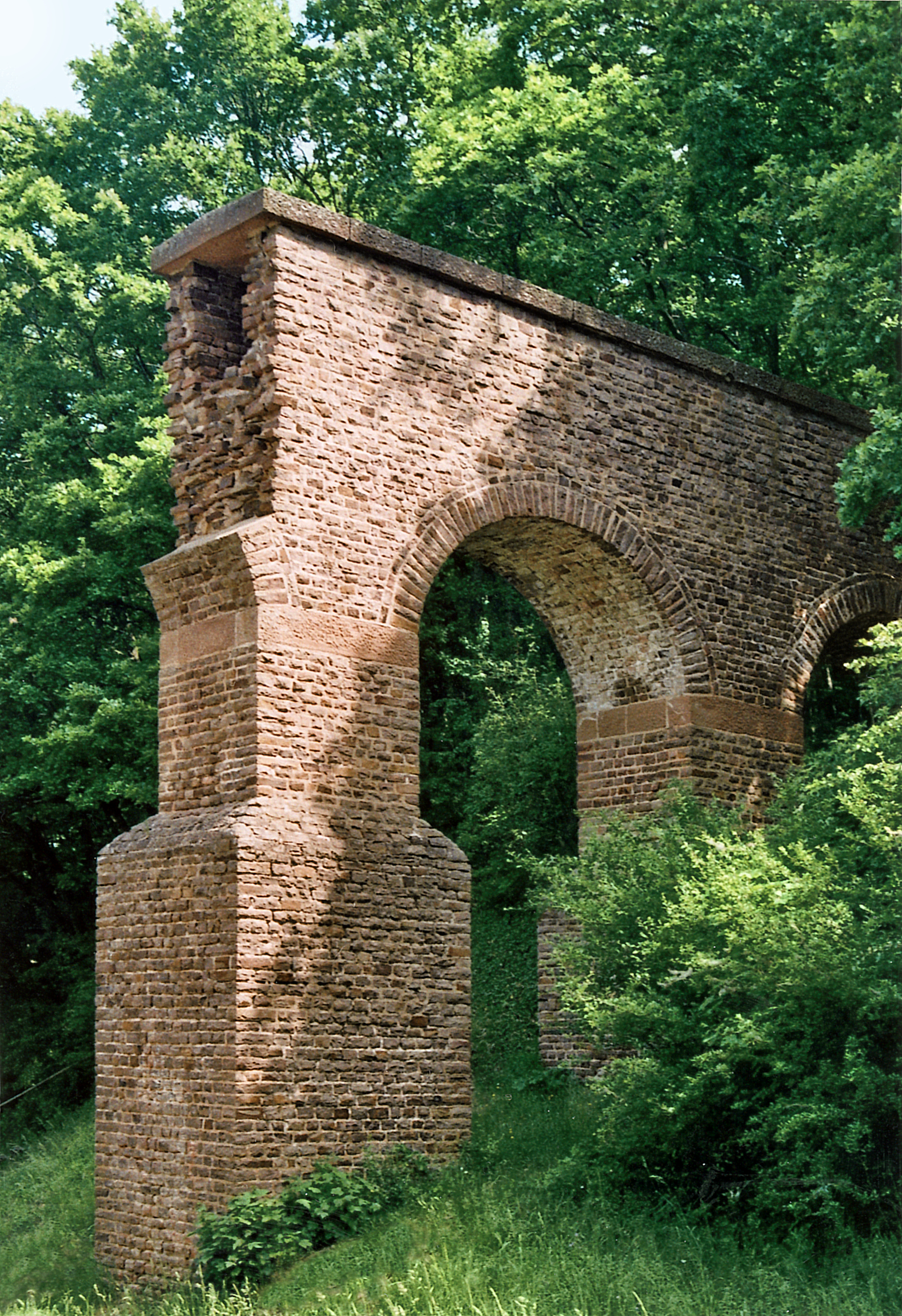
Акведук Айфель — реконструированный римский акведук. Расположен в горах Айфель вблизи города